# Église des Franciscains de Wurtzbourg
L’église des Franciscains est une église catholique romaine de Wurtzbourg, appartenant à l'ordre des Frères mineurs.

## Histoire
L'ordre religieux de Wurtzbourg est le plus ancien d'Allemagne. Les franciscains arrivent à Wurtzbourg en 1221, alors que le fondateur de l'ordre, François d'Assise, est vivant. Le couvent, initialement à l'extérieur des murs de la ville, est transféré dans la ville en 1249. La construction de l'église commence la même année. Elle est achevée vers 1280 en tant que basilique à trois nefs avec un chœur vers l'est. Le chœur avait une croisée d'ogives, tandis que la nef était couverte d'un toit plat. Sous le prince-évêque Jules Echter von Mespelbrunn, les plafonds plats des trois nefs sont enlevés et voûtés en 1614. À la fin du XVIIe siècle, l'église a une décoration baroque, supprimée en 1882.
Lors du bombardement de Wurtzbourg le 16 mars 1945, l'église est touchée par un engin explosif et largement détruite. Alors que le toit de la voûte du chœur est intact en 1946, la reconstruction commence en 1947 sous la direction de l'architecte gouvernemental Gustav Heinzmann de Würzburg. Un toit d'urgence est érigé au-dessus de la nef avec des poutres en fer et des tuyaux en acier. Lors des travaux de construction à partir de 1952, cette solution d'urgence aux plafonds plats en bois est conservée. Le 16 octobre 1954, Mgr Julius Döpfner consacre l'autel. Après un incendie du toit le 19 mai 1986, l'ordre décide de restaurer la nef dans son état d'origine avant 1614. Cette mesure est complétée par la consécration renouvelée de l'autel par Mgr Paul-Werner Scheele le 3 octobre 1988.

## Décoration
Conformément à la simplicité franciscaine, l'église est meublée avec seulement quelques œuvres d'art :
- L'autel de la Sainte-Cène en grès, réalisé en 1989 par Edmund Borst de Kleinrinderfeld, avec un tabernacle que Franz Joseph Amberg crée en 1954
- Sur le mur gauche du chœur la statue de François d'Assise, créée en 1892 par Matthäus Schiestl (de)
- Au-dessus de l'autel votif de l'allée sud, la figure d'Antoine de Padoue du même artiste
- Madone gothique tardive sculptée vers 1475 au-dessus de l'autel votif de l'allée nord
- Sous la galerie se trouve une Pietà de 1515 de l'atelier de Tilman Riemenschneider, à l'origine dans l'église des Carmélites, démolie en 1824.
- une Pietà surmonte dans une niche semi-circulaire sur la façade nord l'épitaphe de l'aubergiste Johann Albert décédé en 1633 (selon Leo Bruhns (de), elle provient du sculpteur Balthasar Grohe, élève de Michael Kern (de)).

L'église contient 18 tombes importantes du XIVe siècle au XVIe siècle.

## Source
- (de) Cet article est partiellement ou en totalité issu de l’article de Wikipédia en allemand intitulé « Franziskanerkirche (Würzburg) » (voir la liste des auteurs).